# 린킨 파크
린킨 파크(Linkin Park)는 미국 캘리포니아주 로스앤젤레스 아구라 힐스 출신의 록 밴드이다. 1996년 결성 이후, 메이저 데뷔 음반인 《Hybrid Theory》로 2005년 RIAA 다이아몬드 인증 및 여러 해외 뮤직 차트에서 플래티넘을 기록하면서 전 세계적으로 유명한 록 밴드로 성공하였다. 이어 2번째 정규 음반인 《Meteora》 또한 2003년 빌보드 200 차트에서 상위권을 유지하였고, 전 세계 국가에서 음반과 투어로 인해 상업적으로 큰 성공을 거두었다. 또한 2003년 MTV2에서 선정한 뮤직 비디오 세대 밴드에서 6위로 기록되었으며 오아시스와 콜드플레이에 이어 3번째로 최고의 뉴 밀레니엄 밴드로 랭크되었다. Modern Rock Tracks 차트에서 'Numb' 곡이 12주 1위, 102주 2위, Numb 곡을 비롯하여 도합 75개 곡이 1위를 하였다.
뉴 메탈과 랩 메탈 장르가 짙었던 "Hybrid Theory"와 "Meteora"로 대중에게 상당한 인지도를 높인 린킨 파크는 2007년에 3번째 정규 음반 "Minutes to Midnight"을 발표하면서 기존의 뉴메탈 노선을 탈피해 새로운 장르를 시도하였다. "Minutes to Midnight"은 2007년 빌보드 차트에서 모든 앨범들 중 3번째로 높은 데뷔 성적을 기록했다. 이후로는 계속해서 매 앨범마다 다양한 장르의 곡들을 발표하며 새로운 시도를 해나가는 중이다. 2010년에 발표한 정규 4집 "A Thousand Suns"에서는 신스를 주로 한 일렉트로닉 사운드를 과감하게 도입했으며, 2012년에 발표한 정규 5집 "Living Things"에서는 기존의 1~4집에서 시도되었던 모든 음악적 장르를 총결합했다는 평가를 받고 있다. 2015년 6월까지 2014년 6집 "The Hunting Party" 투어를 했었으며 2017년 7집 앨범을 발매한다.
여러 아티스트들과 합작한 음반을 발매하기도 했는데, 2004년에 랩퍼 제이-지와 작업한 매쉬업 "Collision Course EP", 그리고 다수가 참여한 "Reanimation" 등의 앨범이 있다. 총 6000만 장 이상의 판매고를 기록하였으며, 그래미상을 2번 수상할 정도로 전 세계적으로 널리 알려진 록밴드이다. 2003년 첫 내한을 했다. 'Faint' 곡이 2003년 대한민국 최고의 록으로 선정되었다. 2007년 11월 30일에 또 다시 방한하여 공연을 열었으며 2011년 9월 8일 "A Thousand Suns" 월드 투어의 일환으로 3번째 내한공연을 가졌다.
전 세계에서 가장 인기 있는 록 밴드 중 하나로 가장 많은 페이스북 팬들을 보유하고 있다. 공식 팬클럽으로 린킨 파크 언더그라운드가 있다.
2017년 7월 20일 리드 보컬 체스터 베닝턴이 자살한 이후 무기한 공백 상태에 빠졌으며, 아직 새 보컬리스트를 영입해 계속 할 계획을 세우지 않아 밴드의 장래가 불투명해졌다.
2024년 9월 5일 새 멤버인 보컬 에밀리 암스트롱과 드러머 콜린 브리튼을 영입하고 신곡 "The Emptiness Machine"을 발표하였다. 또한 11월 15일 "From Zero" 엘범을 예고하면서 활동을 재개하고 있다.

## 수상 경력
1) 아메리칸 뮤직 어워드
- 2004 아메리칸뮤직 대체음악부문 인기 가수상
- 2007 가장 좋아하는 얼터너티브 록 아티스트상
- 2007 가장 좋아하는 팝/록 밴드, Duo, or 그룹상
- 2008 가장 좋아하는 얼터너티브 아티스트상(Favorite Pop/Rock Band, Duo, or Group 2008 Favorite Alternative Rock Artist)
- 2012 제40회 아메리칸 뮤직 어워드 얼터너티브 록 아티스트상

2) 그래미 어워드
- 2001 제44회 그래미 어워드 최우수 하드록상
- 2002 최우수 하드록 퍼포먼스상 (Crawling)
- 2006 제48회 그래미 어워드 최우수 랩 성 콜레보레이션상 (Numb/Encore With Jay-Z)

3) MTV 유럽 뮤직 어워드
- 2002 최우수 하드록상
- 2002 최우수 록 밴드상
- 2004 People's Choice - 최우수 록 밴드상 (Numb)
- 2004 Viewer's Choice 어워드상 (Breaking The Habit)
- 2007 MTV 유럽 뮤직 어워드 올해의 밴드상
- 2009 최우수 월드 스테이지 퍼포먼스상
- 2010 MTV 유럽 뮤직 어워즈 베스트 라이브상
- 2011 MTV 유럽 뮤직 어워즈 베스트 록상
- 2012 MTV 유럽 뮤직 어워즈 베스트 록상
- 2013 최우수 월드 스테이지 퍼포먼스상
- 2014 MTV 유럽 뮤직 어워즈 베스트 록상

4) MTV 아시아 뮤직 어워드
- 2002 가장 좋아하는 록 아티스트상
- 2003 가장 좋아하는 얼터너티브 록 아티스트상
- 2004 가장 좋아하는 록 아티스트상
- 2006 아시안 엑셀런스 어워즈 최우수 라이브 공연팀상
- 2008 MTV 아시아 어워드가 선택한 최고의 아티스트상

5) MTV 비디오 뮤직 어워드
- 2001 최우수 록 밴드 비디오상 (Papercut)
- 2002 최우수 록 밴드 비디오상 (In The End)
- 2003 최우수 록 밴드 비디오상 (Somewhere I Belong)
- 2003 가장 좋아하는 비디오상 (Pts.Of.Athrty)
- 2004 가장 좋아하는 비디오상(Breaking the Habit)
- 2008 최우수 록 밴드 비디오상(Bleed It Out)
- 2008 최우수 록 밴드 비디오상(Shadow of the Day)

6) 그 밖의 어워드
- 2003 Kerrang 어워드 최우수 록상 (Faint)
- 2011 UN 총회 글로벌 리더쉽 어워드상 (Global Leadership Award)
- 2012 Spike 비디오 게임 어워드상 (Castle Of Glass)
- 2013 에코 어워드 최우수 얼터너티브 록 아티스트상
- 2013 최우수 록 밴드 비디오상 (Lost In The Echo)

## 경력

### 초기 (1996-1999)
린킨 파크는 원래 고등학교 시절 가까운 친구 사이였던 마이크 시노다와 브래드 델슨이 롭 버든과 함께 결성하였다. 고등학교 졸업 후, 음악적으로 좀 더 진지하게 관심을 가지고 시작하기로 결심하였다. 이후 새로운 멤버로 조지프 한(조 한), 데이비드 "피닉스" 파렐 그리고 마크 웨이크필드를 영입하며 '제로(Xero)'라는 밴드를 구성했다. 비록 한정된 환경이었지만, 1996년 마이크 시노다의 방에서 임시로 스튜디오 삼아 녹음 및 곡을 썼다. 밴드가 성장할 동안 여러 차례 좌절을 겪었는데, 빈번히 음반사와의 계약 실패 경험을 했고 이어 경험 부족과 작업 도중 웨이크필드와 갈등을 빚었다. 그 때 보컬리스트인 웨이크필드가 다른 밴드를 알아보기 위해 탈퇴했다. 파렐 또한 자신이 소속되어있는 테이스티 스낵스와 다른 밴드의 공연으로 인해 떠나게 되었다.
그 이후, 웨이크필드를 대체할 보컬을 찾기 위해 노력했고, 제프 블루(Jeff Blue)의 도움으로 1999년 3월, '스크리밍 괴물'로 불리는 애리조나주 출신 보컬리스트 체스터 베닝턴을 영입했다. 베닝턴은 원래 '그레이 데이즈(Grey Daze)'의 보컬이었는데 밴드가 해체되면서 제로 보컬 지원자가 되었고, 지원자 중에서 특유의 창법으로 합류하게 되었다. 이 때, 제로에서 '하이브리드 씨어리 (Hybrid Theory)'로 이름을 바꿨다. 밴드의 이름을 바꾸고 마이크와 체스터는 서로 교류하며 새로운 음악적 요소를 실험하면서 밴드를 살리고자 노력한다. 이후 같은 이름을 가진 밴드가 밴드 이름을 바꾸라며 협박하자 다시 한번 밴드 이름을 바꾸게 되었는데 그것이 바로 린킨 파크(Linkin Park)이다. 린킨 파크라는 이름은 밴드가 과거 자주 공연했던 산타 모니카의 링컨 파크에서 따와 철자를 조금 바꾼 것이다. 밴드의 노력에도 음반사들과의 계약은 진전을 보이지 않았고, 많은 주요 음반사들에게 계약 거절을 당하자 린킨 파크는 다시 한번 제프 블루에게 도움을 요청했다. 이후 제프 블루의 도움으로 1999년, 워너브라더스 레코드와의 계약에 성공했고, 이듬해에 워너브라더스 레코드에서 밴드의 데뷔 음반으로 큰 성공을 거두게 되는 Hybrid Theory를 발매한다.

### Hybrid Theory (2000-2002)
2000년 10월 24일, 린킨 파크는 첫 스튜디오 앨범인 Hybrid Theory를 발매하였다. 돈 길모어(Don Gilmore)가 프로듀싱을 맡았다. 발매 후 많은 음악 팬들에게서 훌륭한 음반으로 평가받았는데, 음반 발매 해에 2000만 장 이상의 판매고를 기록했으며 2001년의 최고의 판매 음반으로 기록되었다. 또한 "Crawling", "One Step Closer" 등 싱글은 얼터너티브 록 관련 라디오 방송에서 연주될 때마다 그 인기가 높아져 갔다. 추가적으로 음반에서 싱글로 발매된 곡들은 영화 〈드라큘라〉, 〈리틀 니키〉,〈발렌타인〉의 삽입곡으로 수록되었다. 수상 실적도 화려했는데, 그래미상에서 최고의 신인 음악가, 최고의 록 음반, 최고의 하드 록 공연 ("Crawling")상 후보로 선정되었으며, MTV 뮤직비디오 시상식에서는 "In the End"가 최고의 록 뮤직비디오, 최고의 감독상을 수상했고 그래미상에서는 최고의 하드 록 공연 부문에서 수상하였다. 이처럼 "Hybrid Theory"는 큰 성공을 거두며 주류 음악계에 린킨 파크의 이름을 알리는데 큰 공헌을 했다.
이 때, 린킨 파크는 오즈페스트, 패밀리 발루스 투어, KROQ 얼모스트 어쿠스틱 크리스마스 등 거대한 규모의 음악 투어와 콘서트에서 많은 초대를 받았다. 또한 밴드는 사이프레스 힐, 아데마, 스눕 독 같은 저명한 아티스트와 함께 하는 프로젝트 레볼루션라는 자선 투어를 도는 등, 320회 이상 공연을 선보였다. 투어 도중에는 전 베이시스트 데이브 파렐이 재합류하기도 했다. 많은 공연과 경험을 쌓은 린킨 파크는 2001년 11월, 그들의 첫 번째 다큐멘터리 DVD인 Frat Party at the Pankake Festival을 내놓았다. 그 후 월드 투어를 시작한다.
2002년 7월 30일 콘의 보컬 조나단 데이비스, 아론 루이스 등 많은 아티스트들이 참여한 리믹스 음반인 "Reanimation"을 발매했다. "Reanimation"은 빌보드 200 차트에서 2위에 올라 눈길을 끌었고, 발매 첫 주 약 27만장의 판매량을 기록했다. 일부에서는 음반 판매 수익을 노린 워너브라더스 레코드의 수법이라는 비판이 일기도 하였으나, 갓 데뷔한 밴드의 음악적 실험으로 보는 견해가 더 많았다.

### Meteora (2002-2004)
"Hybrid Theory", "Reanimation"로 자신의 이름을 확실히 알린 린킨 파크는 미국에서 투어를 진행하는 동안에도 틈틈이 다음 앨범을 위한 작곡 활동을 진행했다. 스케줄이 한창일 때 작업을 시작했는데, 휴식 시간도 아껴 가며 투어 버스에 있는 스튜디오에서 작업을 계속했다. 2002년 12월, 공식적으로 새 음반을 제작 중이라는 것을 발표하며, 자신들이 그리스 메테오라 암석 지대 꼭대기에 있는 수많은 수도원을 보고 영감을 받았면서 새 앨범의 타이틀이 "Meteora"임을 밝혔다. 이 앨범은 이전 음반이 추구했던 뉴 메탈과 랩 록을 기반으로 하여, 대체로 1집 Hybrid Theory와 비슷한 느낌이다. 하지만 일본의 악기 샤쿠하치등 여러 다른 악기들을 섞어서 사운드를 구성하는 등, 일부 곡들에서는 실험성도 엿볼 수 있었다.
"Meteora"는 2003년 3월 25일, 전 세계 발매 후 곧바로 영국, 미국에서 1위, 오스트레일리아에서 2위를 차지하였다. 발매 첫 주에 80만장 이상의 판매고를 거두었고 이때, 빌보드 차트에 최다 판매 음반에 기록되기도 했다. 이어 "Somewhere I Belong", "Breaking the Habit", "Faint", "Numb"등을 싱글 음반으로 발매하여 뮤직비디오로 세간의 많은 관심을 받게 된다. 2003년 10월에 "Meteora"는 약 300만장의 판매고를 돌파했다.
음반이 성공함에 따라 린킨 파크는 머드베인, 블라인드슬라이드, 엑스지빗 등 여러 아티스트와 함께 프로젝트 레볼루션을 다시 시작하였다. 또 림프 비즈킷, 머드베인, 데프톤즈와 함께 메탈리카에 의해 2003년 섬머 세니타리움에 초대받아 함께 일정을 소화했다. 이어 텍사스에서의 공연 실황을 CD 및 DVD로 담은 첫 번째 DVD 음반인 Live in Texas를 발매했다. 이후 린킨 파크는 다시 메탈리카의 초대를 받아 후바스탱크, P.O.D., 스토리 오브 디 이어와 함께 메탈리카 월드 투어에 참여하게 된다.
"Meteora"는 밴드에게 여러 가지의 상을 안겼는데, MTV에서 최고의 록 뮤직비디오("Somewhere I Belong")와 팬들이 선정한 뮤직비디오("Breaking the Habit") 상을 받았고, 2004년 라디오 뮤직 시상식에서는 올해의 아티스트 및 올해의 곡("Numb") 부문을 수상했다. 비록 《Meteora》는 《Hybrid Theory》만큼의 큰 성공은 거두지 못했지만, 미국에선 2003년 한 해 동안 많이 팔린 음반 3위를 기록하는 성과를 올렸다.

### 사이드 프로젝트 (2004-2006)

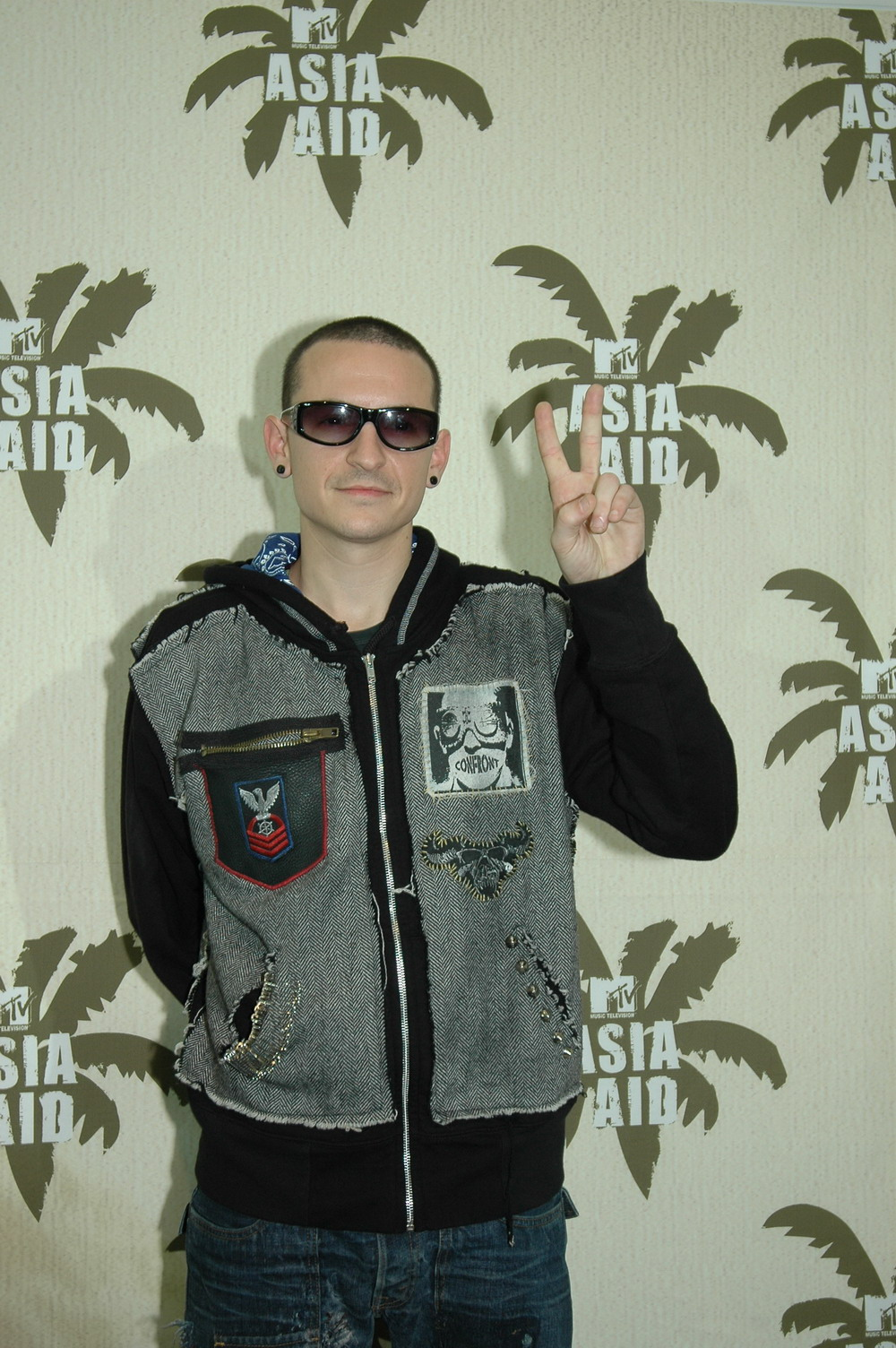
MTV 아시아 에이드에 참석한 체스터 베닝턴

"Meteora" 발매 이후, 밴드는 다음 음반 작업을 몇 년간 미루었다. 그 동안 여러 투어 및 많은 사이드 프로젝트로 활동을 하게 되었다. 마이크 시노다가 디페쉬 모드와 함께 작업하는 동안 체스터 베닝턴은 림프 비즈킷의 DJ 리설의 프로젝트 그룹인 "State of the Art"에 참여하고 자신의 프로젝트 밴드인 데드 바이 선라이즈에서 활동하였다. 2004년 밴드는 제이-지에게서 리믹스 앨범을 제안받았고, 그 결과 2004년 11월 Collision Course라는 리믹스 앨범을 발매하였다. Collision Course의 곡들은 제이-지와 린킨 파크 각자의 히트곡이 한데 모여 하나의 곡으로 구성되는 방식을 취했다. 이를 계기로 이 앨범의 수록곡들로 제이-지와 몇차례의 합동 공연을 갖기도 했다. 2006년에는 이 앨범의 "Numb/Encore"로 그래미상의 랩/음악 콜라보레이션 부분을 수상했다. 수상식에서는 제이 지와 함께 "Numb/Encore""로 합동 공연을 가졌는데, 제이지의 랩 중간에 폴 매카트니가 등장하여 체스터와 함께 Yesterday를 부르기도 했다. 이 장면은 일부 보수적인 평론가를 제외하고는 현장의 관중들을 비롯해 많은 극찬을 받았다. 이후 2006년에 일본에서 메탈리카가 참여한 서머 소닉에 참여하면서 밴드는 일반적인 투어를 다시 진행하였다.
한편, 2004년 11월 마이크는 사이드 프로젝트로서 포트 마이너를 새로 결성해 여러 아티스트의 도움을 받아 데뷔 음반 The Rising Tied를 발매하였다. 이전에 함께 작업한 것을 인연으로 제이지가 앨범의 프로듀싱을 맡았다. 이 앨범은 기존의 린킨 파크의 음악과 다르게 힙합 곡 위주로 되어 있어 마이크의 랩핑을 들을 수 있다.

### Minutes to Midnight (2006-2008)

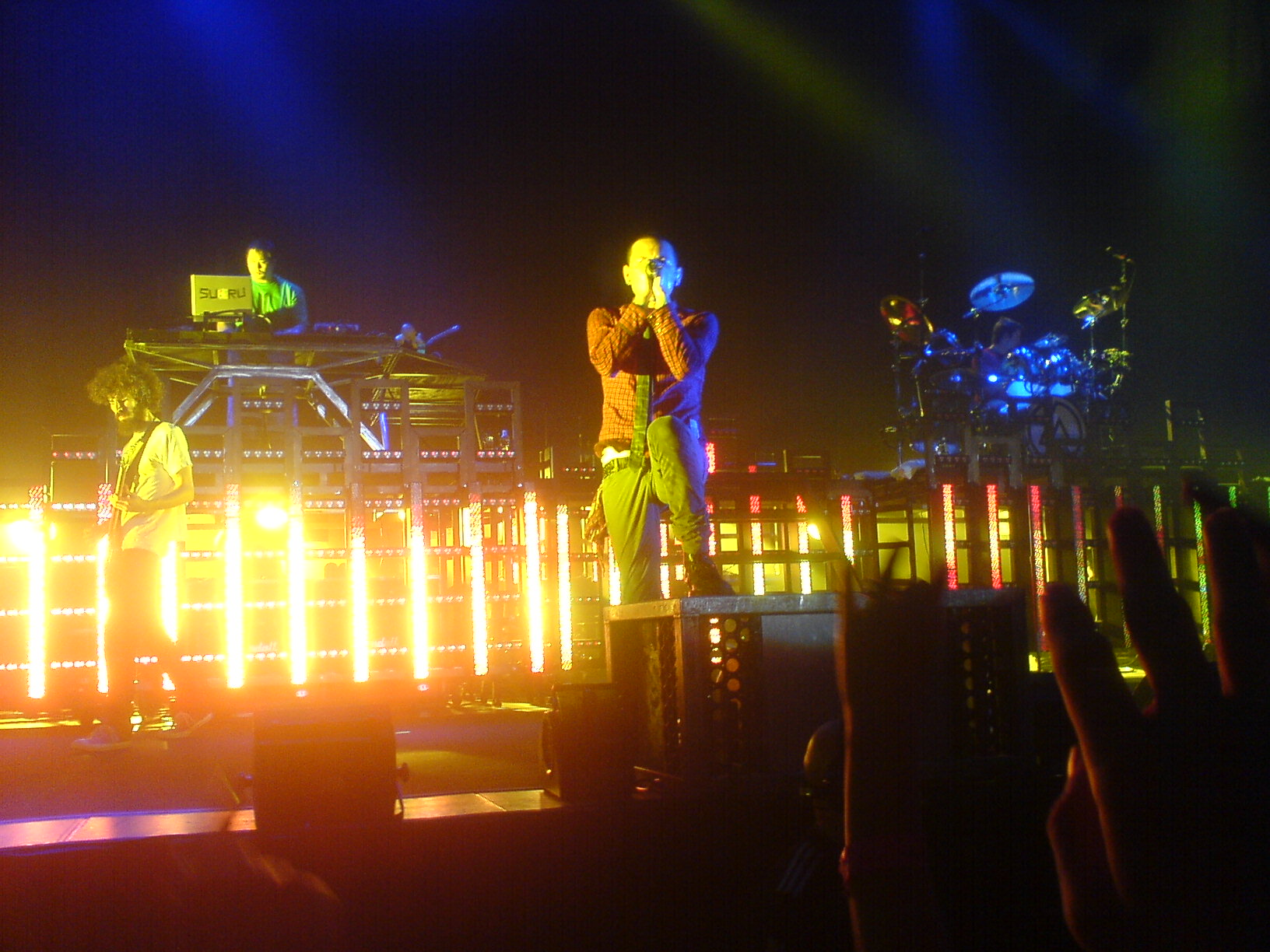
2007년 프라하에서의 공연

2006년 린킨 파크는 다시금 새로운 음반 작업을 시작했고. 음반의 프로듀서로 릭 루빈(Rick Rubin)이 새롭게 참여했다. 음반 작업은 지연되어 애당초 계획했었던 2006년 발매가 무산되어 2007년으로 앨범 발매가 연기되었다. 2006년 8월, 체스터는 언론을 통해 약 30개~50개 정도의 곡이 완성 단계에 있으며, 이전에 자신들이 추구했던 뉴 메탈에서 벗어나, 새로운 장르를 시도할 것이라고 밝혔다. 이어 워너브라더스는 음반의 제목이 "Minutes to Midnight"이며, 2007년 5월 15일로 앨범 발매일을 확정 발표하였다. 음반의 제목은 최후의 날 시계를 따서 지은 것이라고 하며, 앨범 수록곡의 가사에서도 그 내용을 엿볼 수 있다. 밴드는 약 14개월 동안 작업하면서 그들은 17개의 곡을 완성했고, 그 중 5개를 걸러내었다고 한다.
3집 "Minutes to Midnight"은 첫 주에 60만장 이상의 판매고를 기록하였고 빌보드 차트에서도 상위권을 기록하였다. 첫 번째 싱글 음반은 정식 앨범 발매 이전에 선 발매된 "What I've Done"으로 2007년 4월 2일에 발매되었다. 발매 후 많은 팬들에게 호평을 받았고 곧 빌보드 차트의 모던 록 트랙, 메인스트림 록 트랙에서 상위권에 기록되었다. 이어서 2007년부터 2008년 초까지 발매한 "Bleed It Out", "Shadow of the Day", "Given Up", "Leave out all the Rest" 등도 성공을 거두었다. 그리고 또한 버스타 라임즈의 곡 "We Made It"에 피쳐링을 진행하기도 했다. 2007년 전 세계에서 3번째로 앨범이 많이 팔렸다.
음반 발매 이후, 린킨 파크는 전 세계 곳곳에서 투어를 진행하였다. 2007년 7월 7일, 일본 도쿄에서 열린 라이브 어스 공연으로 시작해 다운로드 페스티벌 등에 참여하고 2007년 여름엔 프로젝트 레볼루션을 개최해 마이 케미컬 로맨스, 테이킹 백 선데이 등과 함께 전개하였으며 2007년 11월 30일에는 한국에 방문해 올림픽공원 체조경기장에서 2번째 내한 공연을 가졌다. 이후 유럽 투어와 2008년 프로젝트 레볼루션 투어를 마지막으로 3집 활동을 마무리하였다.

### A Thousand Suns (2008~2011)

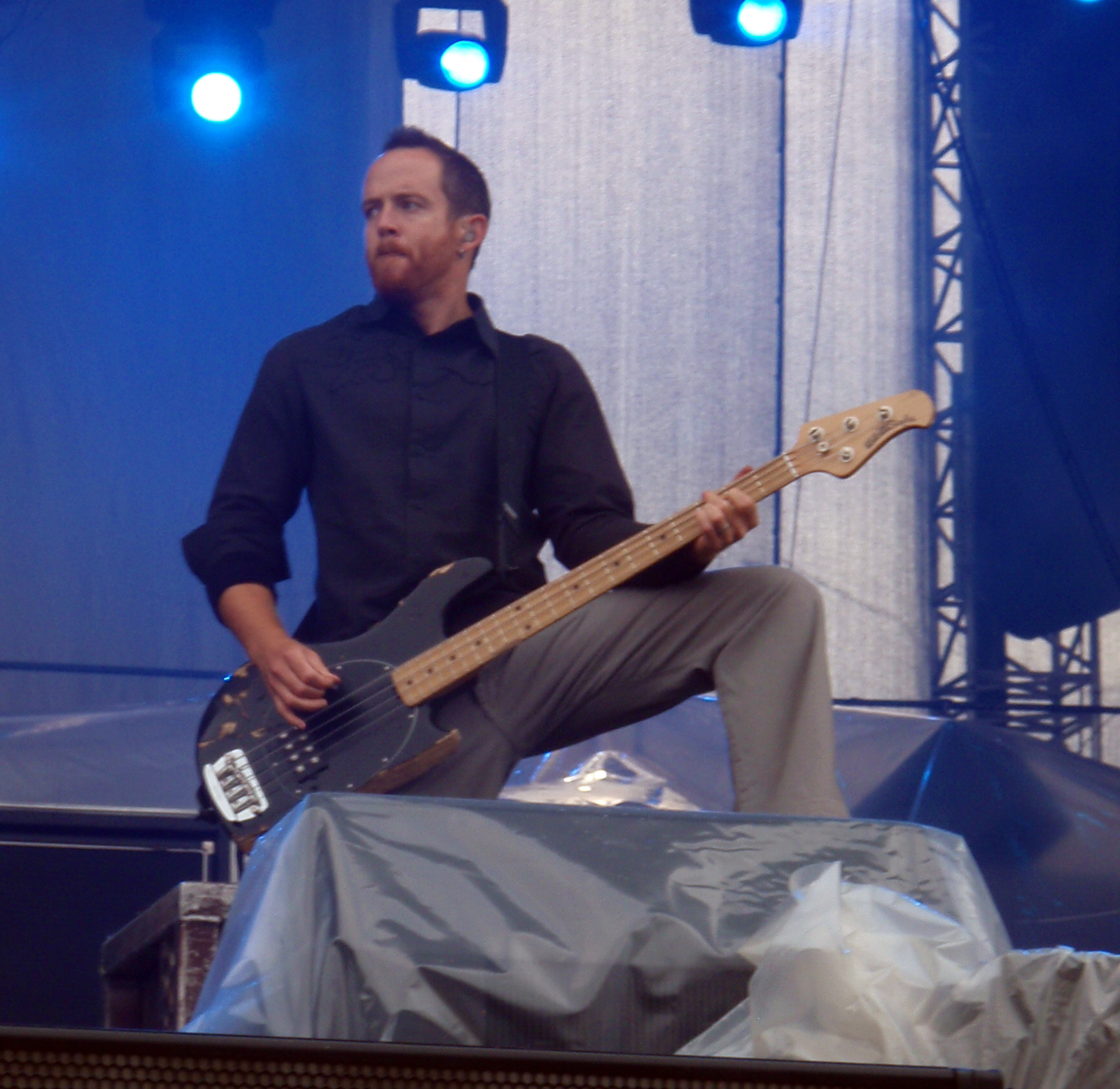
핀란드에서 열린 2009년 소니스페어 페스티벌에서 연주 중인 베이시스트 데이브 "피닉스" 파렐.

체스터 베닝턴은 이미 린킨 파크가 "Minutes to Midnight" 다음의 음반을 계획 중이며 롤링 스톤지와의 인터뷰에선 이미 몇 개의 곡을 만들고 있고 대부분 다음 음반에 실리고 2개의 트랙은 팀벌랜드의 음반인 《Shock Value 2》에 수록 될 예정이라고 밝혔다. 마이크 시노다는 또한 이미 린킨 파크는 몇 개의 데모 곡을 녹음 했으며 다음 음반은 2009년 말 쯤에 나올 것이라고 말했다. 마이크 시노다는 또한 2008년 6월 29일 MK 보울에서의 프로젝트 레볼루션 공연 영상이 수록되어 있는 라이브 음반 Road To Revolution: Live At Milton Keynes가 2008년 11월 25일에 발매될 것이라고 밝혔다. 이어 체스터 베닝턴은 다음 음반이 컨셉 음반이 될 것이라고 밝혔다.
2008년 12월에는 디지디자인 사의 프로그램인 프로툴스 프로 8 제품의 미리보기의 일환으로 마이크 시노다와 롭 버든이 "Lockjaw"라는 곡을 만들어 후에 팬클럽을 통해 무료로 배포하였다.
2009년 4월, 마이크 시노다는 자신의 블로그를 통해 린킨 파크가 한스 치머와 함께 영화 트랜스포머: 패자의 역습의 OST에 참여한다고 밝혔다. 이어 5월 7일, 곡 제목이 "New Divide"이며 18일에 공개한다고 밝힌 뒤, 6월 12일에는 조지프 한이 감독을 맡은 뮤직 비디오를 공개하였고 6월 22일에는 캘리포니아 웨스트우드 빌라지에서 열린 트랜스포머: 패자의 역습 시사회에서 라이브 공연을 선보였다.
2009년 5월, 린킨 파크는 현재 정규 4집 작업 중이며 2010년에 발매된다고 알렸다. 이어 음반에 대해 장르에 구애받지 않고 작업 중이라고 밝혔다. 이어 2009년 7월, 유럽에서 열린 소니스페어 페스티벌에 참여하였고 8월에는 에피센터 뮤직 페스티벌에도 참여하였다.
2010년 2월, 린킨 파크는 아이티 지진 자선모금 운동 일환으로 뮤직 포 릴리에프에 소속된 아티스트들이 참여한 컴필레이션 음반 Download to Donate for Haiti를 발매하였다. 2월 10일에는 자신들의 수록곡인 "Not Alone"의 뮤직비디오를 홈페이지를 통해 공개하였다.
이어 2010년 4월 26일, 자신들이 제작에 참여한 아이팟 터치와 아이폰, 아이패드 용 게임인 8-Bit Rebellion!을 발매하였다. 게임을 제작하며 신곡 "Blackbirds"를 공개하였으며 이어 여러 가지 컨텐츠를 추가하겠다고 밝혔다.
6월 6일에는 새로운 음반의 발매가 임박했음을 알림과 함께 2010년 첫 번째 투어 일정을 발표하였다. 10월 20일 독일 베를린을 시작으로 유럽 지역 5개의 공연을 확정지었고, 6일 후에는, 트랙 제목 및 가사 수정, 믹싱, 음반 표지 선정 작업 등 마무리 작업에 다다랐음을 알렸다.
6월 14일에는, 마이크 시노다가 자신의 트위터 계정을 통해 "메시지"라는 린킨 파크 공식홈페이지로 링크된 메시지를 게시하였다. 첫 번째로 2진법으로 만들어진 이미지를 공개하였고 두 번째는 마이크 시노다의 자필로 기록된 이미지를 공개하하였다. 이어 팬들이 수수께끼를 풀었고 첫 번째 메시지 해답은 음반의 제목으로 보이는 "A Thousand Suns"가, 두 번째 메시지의 해답은 음반의 첫 싱글 제목으로 보이는 "The Catalyst"와 발매일로 보이는 8월 2일이 기재되어 있었다.
7월 1일, 오스트레일리아의 뮤직 네트워크 지는 린킨 파크의 다음 음반이 9월 중에 발매될 것이라고 보도하였다. 7월 8일, 마이크 시노다는 자신의 블로그를 통해 A Thousand Suns의 발매를 알리면서 첫 번째 싱글로 "The Catalyst"가 발매될 것이라고 알렸다. 이어 7월 9일부터 7월 25일동안에는 자신들의 마이스페이스를 통해 "Linkin Park, Featuring You"라는 이름의 리믹스 대회를 개최하였다. "The Catalyst"의 파트를 공개하고 팬들이 직접 자신의 목소리나 악기 등을 가미하는 리믹스로서 린킨 파크가 직접 선정하여 다음 음반에 수록된다고 알렸다. 7월 17일에는 음반의 자켓이 공개되었으며 7월 30일에는 리믹스 대회의 우승자를 발표하였고 또한 《메달 오브 아너》의 사운드트랙으로 삽입된다고도 알렸다.
8월 2일, 음반의 첫 번째 싱글인 "The Catalyst"가 발매되었으며 9월 14일 4번째 정규 음반 "A Thousand Suns"가 발매되었다. 이어 두 번째 싱글로 "Waiting for the End"를 발매하였다.
린킨 파크는 소셜네트워크 사이트에서 가장 영향력있는 아티스트 차트인 빌보드 소셜 50 차트에서 8위를 기록했다. 이어 빌보드 연말차트 톱 아티스트 부문에서는 92위를 기록하였고, 발매한 A Thousand Suns가 빌보드 연말 음반 차트 톱 200에서 53위를 기록하였다. 또한 2010년 연말 록 차트에선 7위를 기록했고 첫 번째 싱글인 "The Catalyst"는 록 송 연말차트에서 40위를 기록하였다.
2011년 1월 11일에는, "Download to Donate for Haiti"의 업데이트 버전인 "Download to Donate for Haiti V2.0"을 공개하였다. "The Catalyst" 리믹스 콘테스트 "Linkin Park featuring YOU"에서 수상한 키튼 하시모토의 리믹스를 비롯한 여러 곡이 추가로 수록되었다. 그리고 이어 3월 21일, A Thosand Suns의 세 번째 싱글로 "Burning in the Skies"가 발매된다고 알렸다. 또한 린킨 파크는 3월 3일, 전미투어를 마쳤다. 그리고 6월 3일에 A Thousand Suns의 네 번째 싱글로 "Iridescent"를 발매했는데, 이 곡은 트랜스포머: Dark of the moon의 OST로 사용되었다.

### Living Things (2012~2013)
- 2012년 초 린킨 파크는 4집 활동 도중에도 틈틈이 새 앨범 작업을 진행해 왔고, 공식 홈페이지나 멤버 개인 블로그를 통해 팬들에게 새 앨범의 진행상황을 밝히기도 했다.
- 2012년 4월 16일 5집 선 발매 싱글로 "Burn It Down"을 발표하였다.
- 2012년 5월 25일에는 "Burn It Down"의 뮤직비디오를 공개했다.
- 2012년 6월 5일에는 유튜브에서 "Lies Greed Misery"를 공개하였다.
- 2012년 6월 16일 앨범 전 곡이 유튜브, 아이튠즈 등을 통해 유출되는 일이 벌어졌다. 마이크 시노다는 자신의 개인 블로그를 통해 앨범 유출을 신경쓰지 말고 정식 발매된 앨범을 구입하여 줄 것을 당부하였다.
- 2012년 ~ 2013년 월드 투어를 진행 중이다.
- 2013년 9월 스티브 아오키와 공동 작업한 곡을 공개하고 이어 5집 리믹스 앨범을 10월 29일 발매한다고 밝혔다.
- 2013년 10월 8일 워너 뮤직 코리아가 10월 12일부터 A Light That Never Comes가 음원으로 디지털 발매한다고 밝혔다.
- 2013년 10월 10일 워너 뮤직 코리아가 RECHARGED 앨범 예약판매가 10월 11일부터 시작된다고 밝혔다.
- 2013년 10월 17일 A Light That Never Comes Official Music Video가 유투브에 공개되었다.
- 2013년 11월 18일 LPU Underground 13 앨범이 발매되었다.

### The Hunting Party (2013~2016)
2014년 6월 17일 6번째 정규 음반 The Hunting Party 발매. 월드 투어를 진행했다.

### One More Light (2016~)
2017년 5월 19일 7번째 정규 음반 One More Light를 발매했다.
현지 시간 7월 20일, 체스터 베닝턴이 사망했다. 사인은 자살.

### present: Reformation and From Zero (2023 ~ )

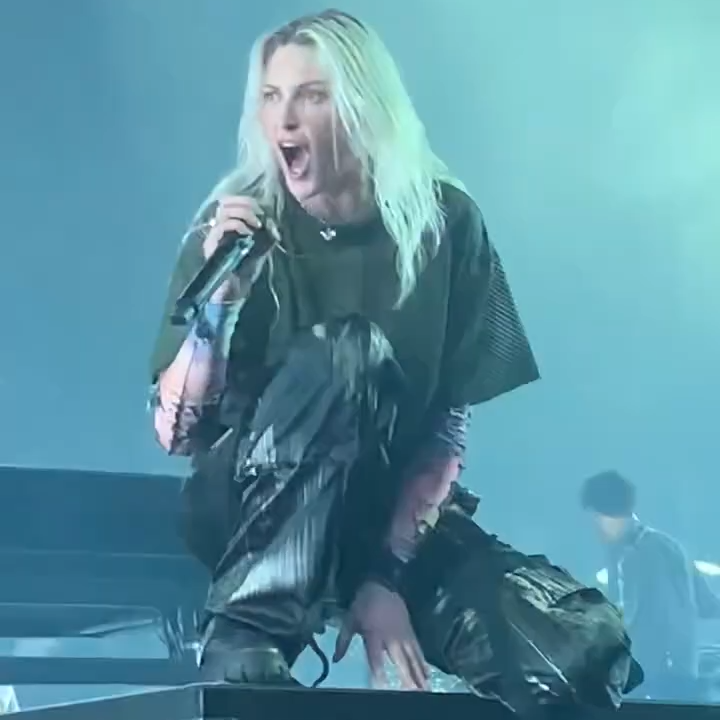
2024년 9월

2023년 새로운 보컬 에밀리 암스트롱으로 정해지게 되었다.

9월 5일 라이브 스트리밍 이벤트에서 암스트롱과 브리튼의 밴드 합류를 포함한 밴드의 컴백을 발표했다.

2024년 9월 24일 라이엇 게임즈의 리그 오브 레전드 월드 챔피언십 2024 OST가 사용되었다.

## 정규/비정규 앨범
- One Step Closer (2000년 1월 15일)
- Crawling (2001년 5월 1일)
- Papercut (2001년 6월18일)
- Hybrid Theory (2000년 10월 24일)
- In The End (2001년 11월 20일)
- It's Goin' Down (The X-Ecutioners의 피처링으로 참가, 마이크 시노다, 조지프 한) (2002년 1월 29일)
- Hybrid Theory (Repackage) (2002년 3월 7일)
- Pts.OF.Athrty (2002년 7월 15일)
- Reanimation (2002년 7월 30일)
- Somewhere I Belong (Single) (2003년 3월 17일)
- Meteora (2003년 3월 26일)
- Faint (Single) (2003년 6월 9일)
- Numb (2003년 9월 8일)
- Live In Texas (2003년 11월 18일)
- From The Inside (2004년 1월 12일)
- Lying From You (2004년 3월 16일)
- Breaking The Habit (2004년 6월 14일)
- Meteora (2004 Asia Tour LTD Edition) (2004년 7월 15일)
- Collision Course (2004년 11월 30일)
- Numb/Encore (2004년 12월 13일)
- What I've Done (2007년 4월 2일)
- What I`ve done (Single) (2007년 5월 7일)
- Minutes to Midnight (2007년 5월 14일)
- Bleed It Out (2007년 8월 14일)
- Shadow Of The Day (2007년 10월 30일)
- Minutes To Midnight (S.E.Asia Tour Edition) (2007년 11월 20일)
- Given Up (2008년 3월 3일)
- Leave Out All The Rest (트와일라잇 OST 수록곡) (2008년 7월 15일)
- We Made It (Busta Rhymes의 피처링으로 참가) (2008년 6월 30일)
- Road To Revolution: Live At Milton Keynes (2008년 12월 30일)
- New Divide (트랜스포머: 패자의 역습) (2009년 5월 29일)
- 8-Bit Rebellion! (게임 수록곡) (2010년 4월 26일)
- The Catalyst (Single) (2010년 8월 3일)
- A Thousand Suns (2010년 9월 14일)
- A Thousand Suns + (2011 월드투어 라이브 앨범) (2011년 4월 1일)
- Iridescent (From Transformers 3 - Dark Of The Moon) (2011년 5월 31일)
- Not Alone (2011년 10월 21일)
- Burn It Down (2012년 4월 18일)
- Living Things (2012년 6월 26일)
- Living Things : Acapellas And Instrumentals (2012년 9월 19일)
- Living Things + (2012 월드투어 라이브 앨범) (2013년 3월 12일)
- A Light That Never Comes (2013년 10월 8일)
- RECHARGED (2013년 10월 29일)
- A Light That Never Comes (Remixes) (2014년 2월 24일)
- Guilty All The Same (2014년 3월 7일)
- Until It`s Gone (게임 트랜스포머: 라이즈 오브 더 다크 스파크 주제곡) (2014년 5월 12일)
- Wastelands (2014년 6월 1일)
- Rebellion (2014년 6월 3일)
- Final Masquerade (2014년 6월 8일)
- The Hunting Party (2014년 6월 17일)
- Heavy (2017년 2월 16일)
- One More Light (2017년 5월 19일)
- One More Light Live (2017년 12월 15일)
- From Zero (2024년)

## 사이드 프로젝트

### 포트 마이너
포트 마이너는 마이크 시노다의 힙합 사이드 프로젝트이다. 첫 번째 음반으로는 2005년에 발매된 《The Rising Tied》이며 주요곡들이 큰 성공을 거두었다. 2006년이후로 활동을 중단하였다. 조 한은 언젠가 할 거라는 말은 나돌지만 정확한 사항은 아직 나오지 않았다.

### 데드 바이 선라이즈
데드 바이 선라이즈는 체스터 베닝턴의 솔로 프로젝트 밴드이다.
앨범 Out Of Ashes를 내놓았다. 그레이 데이즈, 린킨 파크와는 다르다. 주로 린킨 파크의 기존 앨범에선 다루지 못했던 주로 사회의 어두운면을 바탕으로 음악을 제작했고 2009~2010년 활동하였다. 체스터 베닝턴은 서로 스케줄 때문에 데드 바이 선라이즈 활동을 하기 어려울 것이라고 밝혔다. 수록곡으로 Fire, Condemned, Crawl Back In, Inside Of Me, In The Darkness, Morning After, To Late, Into You, Let Down, End Of The World 등이 있다.

## 구성원

### 현재 멤버
- 에밀리 암스트롱 (Emily Armstrong) - 리드 보컬 (2023 - 현재)
- 조셉 한 (Joseph Hahn, Chairman Hahn, Mr. Hahn, Remy) - 턴테이블, 샘플 (1996 – 현재)
- 마이크 시노다 (Mike Shinoda) - MC, 보컬, 샘플링, 리듬 기타, 키보드 (1996 – 현재)
- 브래드 델슨 (Brad Delson) - 리드 기타 (1996 – 현재)
- 롭 버든 (Rob Bourdon) - 드럼 (1996 – 현재)
- 데이비드 "피닉스" 파렐 (David "Phoenix" Farrell) - 베이스 & 백업 보컬 (1996 – 1999, 2001 – 현재)

### 이전 멤버
- 마크 웨이크필드 (Mark Wakefield) - 리드 보컬 (1996 – 1998)
- 카일 크리스티너 (Kyle Christener) — 베이스 (1998 – 2000), 세션 멤버
- 체스터 베닝턴 (Chester Bennington) - 리드 보컬 (1999 – 2017)

### 임시 멤버
- 스캇 코지올 (Scott Koziol) — 베이스 (1999 – 2001) 《Hybrid Theory》 녹음 참여

## 프로젝트 레볼루션
린킨 파크가 2004년부터 록, 힙합 아티스트들과 함께 여는 미국 내 투어이다. 2007년 마이 케미컬 로맨스, 테이킹 백 선데이 등의 여러 밴드가 참가했다.

## 같이 보기
- 가장 많은 음반을 판 음악가 목록
- 가장 많이 팔린 음반 목록
- 가장 많이 팔린 리믹스 음반 목록
- 미국에서 가장 많이 팔린 음반 목록